# Kukkelberg
Kukkelberg is een plaats in de gemeente Wellen. De plaats is een onderdeel van het gehucht Vrolingen.
Het is gelegen op een kleine heuvel op 66 meter boven de zeespiegel. Ten westen van Kukkelberg bevindt zich het centrum van Wellen waarmee de plaats door lintbebouwing verbonden is. In het zuiden sluit de bebouwing van Kukkelberg aan bij Vrolingen.
Vooral langs de Herstalstraat liggen enkele belangwekkende woonhuizen en boerderijen, waaronder een vakwerkhuis op Herstalstraat 2 uit de eerste helft van de 19e eeuw.
Ook is er, aan de Kukkelbergstraat, een kleine, betreedbare veldkapel, gewijd aan Onze-Lieve-Vrouw van de Rozenkrans.